# Sickerquelle

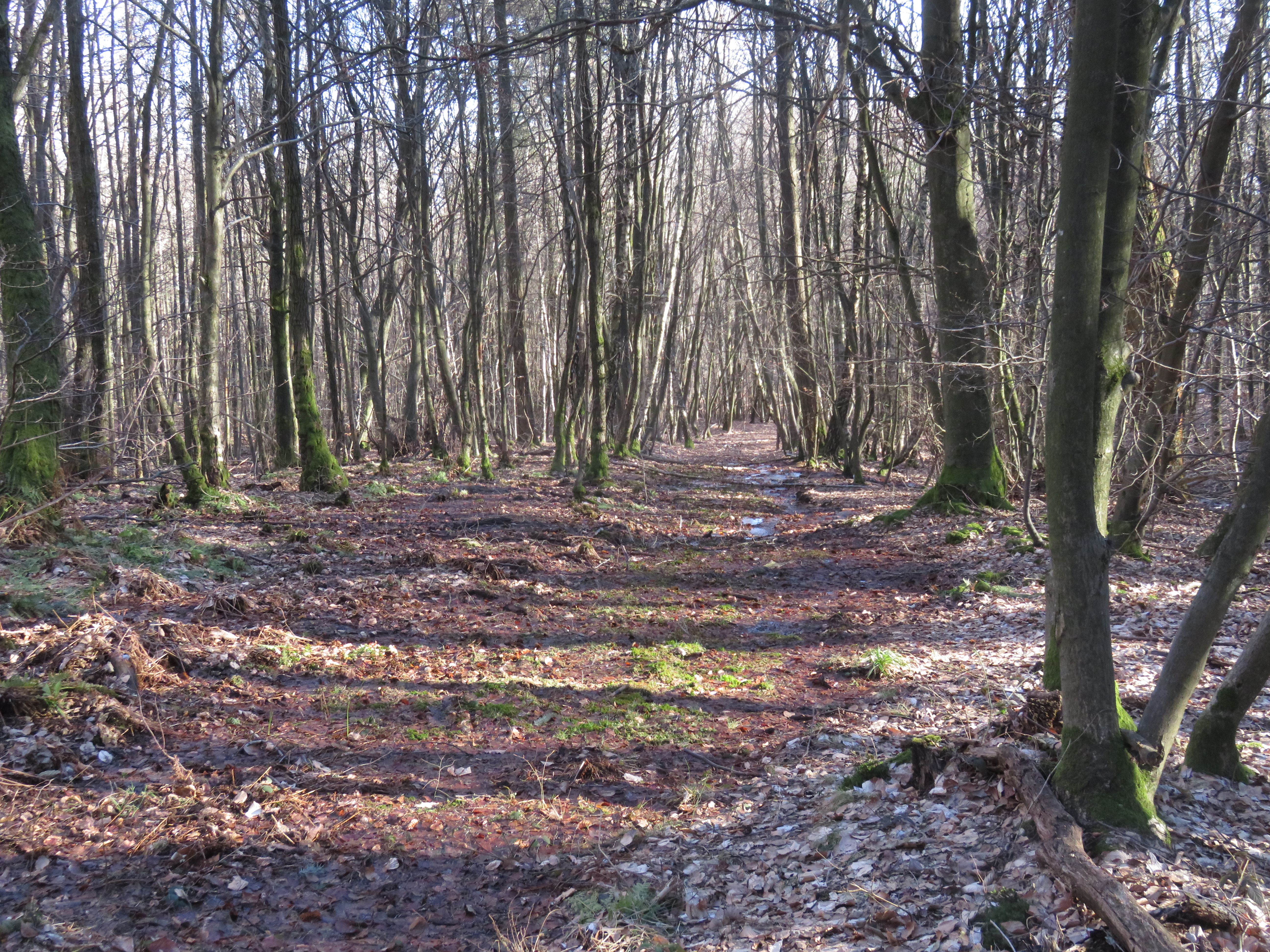
Als Biotop geschützte Sickerquelle des Weilburger Bachs

Eine Sickerquelle, auch Sumpfquelle, ist ein Quellaustritt, bei dem das Quellwasser durch eine aufgelagerte Bodenschicht hindurchsickert. Sickerquellen sind in der Regel nicht punktförmig, sondern flächig vernässte Feuchtstellen, in denen das abfließende Wasser durchrieselte Sumpfstellen und kleinste Quellrinnsale bildet, die sich erst hinter dem Quellgebiet zum eigentlichen Quellbach vereinigen. Diese können sehr ausgedehnt sein, oft viele Hundert Quadratmeter, in Ausnahmefällen erreichen sie mehrere Quadratkilometer Größe. Sickerquellen sind aufgrund der besonderen ökologischen Standortbedingungen Standorte besonderer Pflanzengesellschaften.
Sickerquellen werden in der limnologischen Fachterminologie auch als Helokrenen bezeichnet, dieser Ausdruck geht auf den Limnologen August Thienemann zurück. Die Quellschüttung von Sickerquellen ist unterschiedlich, kann aber teilweise sehr gering sein. In Nutzflächen eingesprengte quellig vernässte Bereiche ohne eigentliche Schüttung werden in der Landwirtschaft gelegentlich als Nassgallen bezeichnet.
Obwohl Sickerquellen oft als typisch für das Tiefland angegeben werden, kommen sie in allen Höhenstufen, bis hin zur alpinen Stufe, vor.

## Quellmorphologie
Sickerquellen liegen häufig in ebenen Lagen oder Tälern, treten aber auch an mehr oder weniger steilen Hängen auf. Hier sind sie häufig in das Hangprofil eingesenkt. Als Gründe dafür wird der durchweichte, lockere, oft wenig durchwurzelte Boden angenommen, wodurch es leicht zu Bodenkriechen oder anderen Erosionsvorgängen kommt. Vermutlich ist auch Kammeis-Bildung als Ursache beteiligt. Sickerquellen sind aufgrund der sehr geringen Strömungsgeschwindigkeit durch feinkörniges Substrat, meist in Verbindung mit organischem Detritus, gekennzeichnet. Seltener kommen aber im Mittelgebirge auch grobmaterialreiche Sickerquellen vor.

## Besiedlung

### Fauna
Die spezialisierten Arten der Quellregion, limnologisch Krenal genannt, können in solche unterschieden werden, die ausschließlich hier leben können (Krenobionte) und solche, die hier ihren Verbreitungsschwerpunkt besitzen (Krenophile). Ihr Anteil an der wirbellosen Quellfauna (Makrozoobenthos) liegt in Sickerquellen in Mitteleuropa genauso hoch wie in den anderen Quelltypen. Bei einer Untersuchung in Schleswig-Holstein wurden bei den Zweiflüglern, Steinfliegen und Köcherfliegen keine wesentlichen Unterschiede gefunden. Auf regionaler Basis können aber Arten angegeben werden, die typisch für Sickerquellen sind. In Schleswig-Holstein wurden nach einer Vergleichsuntersuchung von 174 Quellen als typisch für Sickerquellen identifiziert: Süßwassermilben der Familie Hydryphantidae, die Larven der Köcherfliegen Beraea maurus, Crunoecia irrorata und des Wasserkäfers Elodes minuta (Familie Scirtidae).

### Vegetation und Flora
In der Vegetationskunde wird ein eigener Vegetationstyp der Quellfluren unterschieden, der in besonderer Weise an Sickerquellen gebunden ist. Im pflanzensoziologischen System werden sie als Klasse Montio-Cardaminetea gefasst. Zu den Charakterarten, die damit gleichzeitig als typische Arten für Quellen gelten können, zählen etwa Moose der Gattung Scapania und Philonotis, das Bach-Quellkraut Montia fontana oder das Gegenblättrige Milzkraut Chrysosplenium oppositifolium, weitere typische Arten sind etwa Bach-Sternmiere Stellaria alsine, Sumpf-Weidenröschen Epilobium palustre oder Winkel-Segge Carex remota.
Quellfluren sind häufig baumfrei, auch dann, wenn sie innerhalb von Wäldern liegen. Die Häufigkeit des Baumbewuchses im eigentlichen Quellsumpf nimmt in Mitteleuropa von Westen nach Osten hin ab. Wenn Bäume vorkommen, ist die häufigste Art die Schwarz-Erle, gefolgt von der Esche.